# Gamo jezik
Gamo jezik  (ISO 639-3: gmv) jezik naroda Gamo iz Etiopije, koji se donedavno vodio kao dijalekt jezika gamo-gofa-dawro koji je bio označavan identifikatorom [gmo], da bi sva tri dijalekta 2009 postali priznati kao posebni jezici.
Pripada centralnoj podskupini ometskih jezika. Etnička Gamo populacija iznosi preko 1.1 milijun.